# Besenac (Alier)
Besenet (en francès Bézenet) és un municipi francès, situat al departament de l'Alier i a la regió d'Alvèrnia-Roine-Alps. L'any 2007 tenia 972 habitants.

## Demografia

### Població
El 2007 la població de fet de Bézenet era de 972 persones. Hi havia 412 famílies de les quals 132 eren unipersonals (40 homes vivint sols i 92 dones vivint soles), 156 parelles sense fills, 100 parelles amb fills i 24 famílies monoparentals amb fills.
La població ha evolucionat segons el següent gràfic:
Habitants censats

### Habitatges
El 2007 hi havia 570 habitatges, 426 eren l'habitatge principal de la família, 73 eren segones residències i 71 estaven desocupats. 558 eren cases i 10 eren apartaments. Dels 426 habitatges principals, 336 estaven ocupats pels seus propietaris, 83 estaven llogats i ocupats pels llogaters i 7 estaven cedits a títol gratuït; 4 tenien una cambra, 28 en tenien dues, 96 en tenien tres, 125 en tenien quatre i 173 en tenien cinc o més. 310 habitatges disposaven pel capbaix d'una plaça de pàrquing. A 230 habitatges hi havia un automòbil i a 142 n'hi havia dos o més.

### Piràmide de població
La piràmide de població per edats i sexe el 2009 era:
| Homes | Edats   | Dones |
| ----- | ------- | ----- |
| 0     | 95 o +  | 0     |
| 0     | 90 a 94 | 4     |
| 4     | 85 a 89 | 8     |
| 20    | 80 a 84 | 16    |
| 40    | 75 a 79 | 28    |
| 16    | 70 a 74 | 36    |
| 36    | 65 a 69 | 48    |
| 24    | 60 a 64 | 16    |
| 20    | 55 a 59 | 20    |
| 24    | 50 a 54 | 28    |
| 48    | 45 a 49 | 44    |
| 24    | 40 a 44 | 20    |
| 20    | 35 a 39 | 40    |
| 24    | 30 a 34 | 40    |
| 36    | 25 a 29 | 16    |
| 28    | 20 a 24 | 16    |
| 25    | 15 a 19 | 12    |
| 44    | 10 a 14 | 20    |
| 28    | 5 a 9   | 36    |
| 20    | 0 a 4   | 32    |

## Economia
El 2007 la població en edat de treballar era de 587 persones, 382 eren actives i 205 eren inactives. De les 382 persones actives 337 estaven ocupades (194 homes i 143 dones) i 45 estaven aturades (17 homes i 28 dones). De les 205 persones inactives 76 estaven jubilades, 24 estaven estudiant i 105 estaven classificades com a «altres inactius».

### Ingressos
El 2009 a Bézenet hi havia 419 unitats fiscals que integraven 944 persones, la mediana anual d'ingressos fiscals per persona era de 14.763 €.

### Activitats econòmiques
Dels 41 establiments que hi havia el 2007, 3 eren d'empreses alimentàries, 3 d'empreses de fabricació d'altres productes industrials, 6 d'empreses de construcció, 14 d'empreses de comerç i reparació d'automòbils, 2 d'empreses de transport, 4 d'empreses d'hostatgeria i restauració, 1 d'una empresa immobiliària, 3 d'empreses de serveis, 4 d'entitats de l'administració pública i 1 d'una empresa classificada com a «altres activitats de serveis».
Dels 11 establiments de servei als particulars que hi havia el 2009, 1 era una oficina de correu, 3 paletes, 1 fusteria, 2 lampisteries, 1 perruqueria, 2 restaurants i 1 saló de bellesa.
Dels 5 establiments comercials que hi havia el 2009, 1 era una botiga de menys de 120 m², 2 fleques i 2 carnisseries.
L'any 2000 a Bézenet hi havia 9 explotacions agrícoles que ocupaven un total de 720 hectàrees.

## Equipaments sanitaris i escolars
L'únic equipament sanitari que hi havia el 2009 era una farmàcia.
El 2009 hi havia 1 escola maternal i 1 escola elemental.

## Poblacions més properes
El següent diagrama mostra les poblacions més properes.